# Ama-Tsu-Mara
Amatsumara o Ama-Tsu-Mara (天津麻羅?) è il kami della forgiatura che appare nella mitologia giapponese.
Nel Kojiki non gli vengono attribuiti titoli divini come "kami". È anche il kami patrono dei fabbri.

## Descrizione
Agisce come fabbro per gli dei a Takamagahara. Nel Kojiki appare nel capitolo dedicato ad Ama-no-Iwato, dove è possibile che abbiano prodotto il ferro per realizzare lo specchio Yata no Kagami con l'aiuto di Ishikori-dome no Mikoto, che è stato utilizzato per attirare Amaterasu dal suo nascondiglio.
Il nome Amatsumara è formato da Amatsu (天津?) che significa divinità celesti e mara (麻羅?) che alcuni sostengono significhi "divinazione tramite gli occhi" riferendosi al pericolo che circondava il lavoro dei fabbri.